# I grandi condottieri
I grandi condottieri è un film del 1965 diretto da Marcello Baldi e Francisco Pérez-Dolz.
La pellicola è divisa in due parti, una su Gedeone e l'altra su Sansone, distribuite anche separatamente con i titoli Gedeone e i trecento guerrieri e Le prodezze di Sansone.

## Critica
(Segnalazioni cinematografiche, vol. 58, 1965)